# Hydrovatus subparallelus
Hydrovatus subparallelus är en skalbaggsart som beskrevs av Gschwendtner 1930. Hydrovatus subparallelus ingår i släktet Hydrovatus och familjen dykare. Inga underarter finns listade i Catalogue of Life.